# Orlando Garro
Orlando Vicente Garro (Mendoza, 20 giugno 1938) è un ex calciatore argentino, di ruolo attaccante.

## Carriera
Garro ha iniziato la carriera nel Godoy Cruz. Successivamente passa all'Independiente, società con cui vince il campionato argentino nella stagione 1960.
Dal 1962 passa al Platense, società in cui giocherà sino al 1966, divenendo capocannoniere nella stagione cadetta 1966 con 27 reti.
Nel 1967 passa ai Philadelphia Spartans, società militante in NPSL I. Con gli Spartans ottiene il secondo posto della Estern Division, non riuscendo così a classificarsi per la finale del campionato.
Garro sarà il capocannoniere stagionale degli Spartans con dodici reti segnate.

## Palmarès
- Campionato argentino: 1

Independiente: 1960